# Ojos verdes (canción)
«Ojos verdes» es una canción romántica del género de la copla compuesta en la década de 1930, con música de Manuel Quiroga y letra de Rafael de León y Salvador Valverde. Está considerada como una de las más famosas coplas españolas.

## Historia
El germen de la canción nació en un encuentro en 1931 entre Rafael de León, Federico García Lorca y Miguel de Molina en el café La Granja Oriente de Barcelona, cuando Lorca estrenó Yerma. Durante una nostálgica conversación, Rafael de León escribió en una servilleta algunas frases sobre el verde típico de Andalucía, inspirándose en el Romance sonámbulo de Lorca. A partir de ese esbozo compuso Ojos verdes junto a Salvador Valverde. Por su parte, la música, así como su título, están dedicados al color de los ojos de la esposa del compositor Manuel Quiroga.
La canción se estrenó en 1937, en el teatro Infanta Isabel de Madrid, durante el segundo acto de la obra María Magdalena del trío Valverde, León y Quiroga. En esa ocasión, Ojos verdes fue interpretada por el cantante Rafael Nieto.
La canción fue grabada en 1937 por Concha Piquer y dos años después por Consuelo Heredia.
Durante el franquismo la canción sufrió la censura del régimen, llegando incluso a ser prohibida su radiodifusión, por lo que la letra de la canción tuvo que ser alterada: la frase «apoyá en el quicio de la mancebía» se cambió por «apoyá en el quicio de tu casa un día».

## Significado
La letra de Ojos verdes ha sido interpretada como una canción romántica sobre un amorío frustrado. Para la musicóloga Laura Viñuela la canción describe el encuentro entre una prostituta y su cliente.
Por otra parte, se han visto referencias a la homosexualidad en la lírica de la canción, por lo que se ha querido reivindicar como parte de la música LGTB. Según el historiador de la copla Manuel Francisco Reina, la versión escrita por el poeta homosexual Rafael de León en Barcelona durante el encuentro con Lorca y Miguel de Molina se refiere a un amorío entre dos hombres. Según declaró el propio Miguel de Molina en una entrevista con Carlos Herrera, durante dicha conversación en 1931 charlaron sobre marineros de ojos verdes.

## Versiones y otros medios
«Ojos verdes» ha sido interpretada o ha formado parte del repertorio musical de muchos artistas españoles como Miguel de Molina (quien la convirtió en un gran éxito), Concha Piquer, Porrina de Badajoz,  Blanquita Suárez, Estrellita Castro, Pedro Iturralde, Imperio de Triana, Manolo Escobar, Carmen Flores, Martirio, Carlos Cano, Remedios Amaya, Pasión Vega, Isabel Pantoja, Sara Montiel (en la película Carmen la de Ronda), Rocío Jurado, Perlita de Huelva, Montserrat Caballé, Pedro Guerra, Diana Navarro, Antonio Carmona, Buika, Laura Gallego, Nuria Fergó, Miguel Poveda, Ángel Ruiz o Pilar Boyero.
En 2007 se estrenó Ojos verdes. Miguel de Molina in memoriam, una obra de teatro dirigida por Marc Sambola y Marc Vilavella y protagonizada por Sambola que recrea la vida del cantante y reivindica el género de la copla.
La canción, junto con otras coplas, inspiraron al pintor Juan Saldaña para crear una serie de pinturas reunidas en la exposición itinerante Que se me paren los pulsos.
En 1995 se estrenó Las cosas del querer 2 de Jaime Chávarri, secuela de un biopic inspirado en la vida de Miguel de Molina. En esta película el actor Manuel Bandera, que interpreta a un cantante exiliado en Argentina, interpreta Ojos verdes.
Ojos verdes también es el título de una película de 1996 de Basilio Martín Patino sobre el Marqués de Almodóvar y su relación con la copla.